# Nemodermataceae
Famille
Les Nemodermataceae sont une famille d’algues brunes de l’ordre des Nemodermatales. 

## Étymologie
Le nom vient du genre type Nemoderma, du grec νέμω / nemo, « diviser ; partager » et δέρμα / derma, peau, peut-être en référence à la structure en deux parties de cette petite algue, dont « l'appareil végétatif (est) constitué par une assise de cellules basales donnant naissance à des filaments dressés peu ramifiés serrés les uns contre les autres (Jean Feldmann, 1942) ».  

## Liste des genres et espèces
Selon AlgaeBase (23 août 2017) et World Register of Marine Species (23 août 2017) :
Un seul et une seule espèce
- Nemoderma Schousboe ex Bornet, 1892
  - Nemoderma tingitanum  Schousboe ex Bornet, 1892